# (138445) Westenburger
(138445) Westenburger est un astéroïde de la ceinture principale.

## Description
(138445) Westenburger est un astéroïde de la ceinture principale. Il fut découvert le 2 mai 2000 à Drebach par Jens Kandler. Il présente une orbite caractérisée par un demi-grand axe de 2,36 UA, une excentricité de 0,14 et une inclinaison de 4,7° par rapport à l'écliptique.

## Compléments